# Buneary
Buneary (japanski: ミミロル Mimiroru) jedan je od 1025 fiktivnih vrsta Pokémona iz medijske franšize Pokémon, skupa Pokémon videoigara, animiranih serija, manga stripova, knjiga, igraćih karata i drugih medija kojima je tvorac Satoshi Tajiri. Svrha je Bunearyja u videoigrama, animiranoj seriji i manga stripovima, kao i svrha ostalih Pokémona, borba s divljim Pokémonima – neukroćenim stvorenjima koje igrači i likovi pronalaze dok kreću na razne avanture – i pripitomljenim Pokémonima drugih Pokémon trenera.
Njegovo ime, Buneary, kombinacija je engleskih riječi "bunny" = kunić, odnoseći se na njegovu sličnost s kunićima na čijem se liku i sam temelji, i "ear" = uho, odnoseći se na njegove velike, razvijene uši nalik žemljama.

Njegovo japansko ime, Mimirol, izvedeno je iz japanske riječi "mimi" = uho.

## Biološke karakteristike
Buneary izgledom nalikuje na kunića. Njegovo je krzno većinskim dijelom smeđe boje, dok su svjetlija područja njegove uši i stopala. Donja polovica njegova tijela prekrivena je pahuljastim krznom kremaste boje. Isto tako, vršci njegovih ušiju prekriveni su jednakom vrstom krzna. Sposoban je smotati svoje uši poput žemlji, te na taj način vršiti snažne udarce, koji sadrže toliku snagu da mogu rasplakati i odraslu osobu.
Tijekom hladnih noći, Buneary spava s glavom uvučenom u pahuljasto krzno na njegovom tijelu radi čuvanja topline.

## U videoigrama
Buneary je Normalan Pokémon uveden u Pokémon igrama četvrte generacije (Pokémon Diamond i Pearl). Razvija se u Lopunnyja nakon što igrač s njime razvije veliku bliskost. U obje igre Buneary je čest za vrijeme prolaska kroz Eterna šumu, gdje ga igrač može uhvatiti.
Buneary je neobičan Pokémon, jer može naučiti velik broj napada koji nisu tipični za Normalne Pokémone, poput Ledene zrake (Ice Beam), Sunčeve zrake (Solarbeam), te određenih Borbenih tehnika. Bunearyjeva je Speed statistika natprosječna za Elementarnog Pokémona, dok su mu ostale statistike tek prosječne.
Buneary može imati jednu od dvije Pokémon sposobnosti. Jedna od njih, Bježanje (Run Away), omogućuje mu da pobjegne iz gotovo bilo koje borbe s divljim Pokémonom. Druga Pokémon sposobnost koju može posjedovati, Šeprtlja (Klutz), onemogućuje Bunearyju da drži bilo kakav predmet, izuzev predmeta koji utječu na iskustvo Pokémona, poput Macho rukavice (Macho Brace) i Djelitelja iskustva (Exp.Share).

## U animiranoj seriji
Dawn hvata Bunearyja tijekom epizode "Setting The World On It's Buneary", nakon što je prethodno dvaput neuspješno pokušala uhvatiti Pokémona iste vrste zbog neiskustva u treniranju Pokémona. Njen je Buneary ženka, i zaljubljena je u Ashova Pikachua. Istovremeno, Dawnin Buneary posjeduje moćnu tehniku Ledene zrake (Ice Beam).